# Boeing CC-137
Dimensions
Le CC-137 désigne 5 avions de transport Boeing 707-347C qui ont servi dans les Forces canadiennes de 1970 à 1997. L'avion assure le transport de passagers à longue distance pour les militaires, le transport de VIP pour le gouvernement et d'avion ravitailleur pour les avions de chasse CF-116 Freedom Fighter et CF-18 Hornet. Il est remplacé par le Airbus CC-150 Polaris dans le rôle de transport. Présentement, l'avion de transport Lockheed C-130 Hercules fourni une plate-forme de compromis pour le ravitaillement en vol, mais les futures conversions du CC-150 Polaris permettront de ravitailler les autres appareils à plus grande vitesse.

## Conception
Durant les années 1960, la Royal Canadian Air Force définirent une exigence visant à remplacer la flotte vieillissante de Canadair CC-106 Yukon (en) et de transporteur Canadair CC-109 Cosmopolitan. Initialement, le Boeing KC-135 est envisagée en raison de sa conception polyvalente et car il peut aussi jouer le rôle, encore non spécifié, de ravitailleur en vol. Bien que construit pour ces missions et adapté aux exigences de la RCAF, celle-ci préféra acquérir un Boeing 707 pour le modifier quand l'opportunité se présenta.

## Historique des opérations
Le Canada acheta cinq Boeing 707 en 1970-71 pour remplacer ses CC-106 Yukon dans le rôle de transport à longue distance et les CC-109 Cosmopolitan pour le transport VIP ou à courte distance. Il acquiert d'abord quatre avions construits pour la Western Airlines, qui avait annulé sa commande ; le cinquième est acheté séparément un an plus tard. En 1972, pour répondre aux exigences du Canada pour le ravitaillement en vol, deux avions furent équipés de nacelles de ravitaillement type « tuyau et panier » construits par Beechcraft. Les deux ensembles de ravitaillement furent déplacés d'avion en avion pour avoir une utilisation plus uniforme de la flotte.
La flotte de CC-137 a totalisé un total de 191 154 heures de vol, restant en service dans le rôle de transporteur jusqu'en 1995. Deux avions qui continuèrent d'être utilisé en tant ravitailleur jusqu'en 1997,.
La majorité de la flotte fut retirée du services avec le programme Northrop Grumman E-8 Joint STARS pour servir de pièces de rechange ou pour la conversion à la norme E-8C pour la United States Air Force.

## Opérateurs
Canada
- Commandement aérien des Forces canadiennes
  - No. 437 "Husky" Squadron RCAF (en) basé au CFB Trenton, Ontario